# Gran Premi de França del 2006

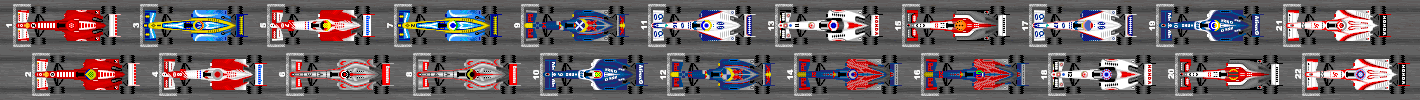
Qualificació del Gran Premi.

Resultats del Gran Premi de França de Fórmula 1 de 2006, disputat al circuit de Nevers Magny-Cours el 16 de juliol del 2006.

## Resultats
| Pos | No | Pilot                | Equip                  | Voltes | Temps/ Retirada | Pos. de sortida | Punts |
| --- | -- | -------------------- | ---------------------- | ------ | --------------- | --------------- | ----- |
| 1   | 5  | Michael Schumacher   | Ferrari                | 70     | 1h 32' 07. 803  | 1               | 10    |
| 2   | 1  | Fernando Alonso      | Renault                | 70     | + 10.1 s        | 3               | 8     |
| 3   | 6  | Felipe Massa         | Ferrari                | 70     | + 22.5 s        | 2               | 6     |
| 4   | 7  | Ralf Schumacher      | Toyota                 | 70     | + 27.2 s        | 5               | 5     |
| 5   | 3  | Kimi Räikkönen       | McLaren - Mercedes     | 70     | + 33.0 s        | 6               | 4     |
| 6   | 2  | Giancarlo Fisichella | Renault                | 70     | + 45.2 s        | 7               | 3     |
| 7   | 4  | Pedro de la Rosa     | McLaren - Mercedes     | 70     | + 49.4 s        | 8               | 2     |
| 8   | 16 | Nick Heidfeld        | BMW Sauber - BMW       | 69     | + 1 Volta       | 11              | 1     |
| 9   | 14 | David Coulthard      | Red Bull - Ferrari     | 69     | + 1 Volta       | 9               |       |
| 10  | 21 | Scott Speed          | Toro Rosso - Cosworth  | 69     | + 1 Volta       | 14              |       |
| 11  | 17 | Jacques Villeneuve   | BMW Sauber - BMW       | 69     | + 1 Volta       | 16              |       |
| 12  | 15 | Christian Klien      | Red Bull - Ferrari     | 69     | + 1 Volta       | 12              |       |
| 13  | 20 | Vitantonio Liuzzi    | Toro Rosso - Cosworth  | 69     | + 1 Volta       | 22              |       |
| 14  | 10 | Nico Rosberg         | Williams F1 - Cosworth | 68     | + 2 Voltes      | 18              |       |
| 15  | 19 | Christijan Albers    | MF1 - Toyota           | 68     | + 2 Voltes      | 15              |       |
| 16  | 23 | Franck Montagny      | Super Aguri - Honda    | 67     | + 3 Voltes      | 20              |       |
| Ret | 12 | Jenson Button        | Honda                  | 61     | Prob. tècnics   | 17              |       |
| Ret | 9  | Mark Webber          | Williams - Cosworth    | 55     | Rodes           | 10              |       |
| Ret | 8  | Jarno Trulli         | Toyota                 | 39     | Frens           | 4               |       |
| Ret | 11 | Rubens Barrichello   | Honda                  | 28     | Motor           | 13              |       |
| Ret | 18 | Tiago Monteiro       | MF1 - Toyota           | 11     | Prob. mecànics  | 19              |       |
| Ret | 22 | Takuma Sato          | Super Aguri - Honda    | 0      | Transmissió     | 21              |       |

## Altres
- Pole: Michael Schumacher 1: 15. 493
- Volta ràpida: Michael Schumacher 1: 17. 111